# Bolborhynchus
Bolborhynchus – rodzaj ptaków z podrodziny papug neotropikalnych (Arinae) w rodzinie papugowatych (Psittacidae).

## Zasięg występowania
Rodzaj obejmuje gatunki występujące w Ameryce.

## Morfologia
Długość ciała 14–18 cm; masa ciała 38–66,5 g.

## Systematyka

### Etymologia
- Bolborhynchus: gr. βολβος bolbos „bulwa” (tj. bulwiasty); ῥυγχος rhunkhos „dziób”[5].
- Grammopsittaca: gr. γραμμη grammē „linia”, od γραφω graphō „pisać”; ψιττακη psittakē lub ψιττακος psittakos „papuga”[6]. Gatunek typowy: Psittacula lineola Cassin, 1853.
- Nannopsittaca: gr. ναννος nannos „karłowaty”; ψιττακη psittake lub ψιττακος psittakos „papuga”[7]. Gatunek typowy: Brotogerys panychlorus Salvin & Godman, 1883.

### Podział systematyczny
Do rodzaju należą następujące gatunki:
- Bolborhynchus panychlorus (Salvin & Godman, 1883) – stokóweczka żółtooka
- Bolborhynchus lineola (Cassin, 1853) – stokówka prążkowana
- Bolborhynchus dachilleae (O’Neill, Munn & Franke, 1991) – stokóweczka szmaragdowa